# Urgleptes sandersoni
Urgleptes sandersoni är en skalbaggsart som beskrevs av Gilmour 1963. Urgleptes sandersoni ingår i släktet Urgleptes och familjen långhorningar. Inga underarter finns listade i Catalogue of Life.